# Violeta Parra Went to Heaven
Violeta Parra Went to Heaven (Violeta se fue a los cielos) è un film del 2011 diretto da Andrés Wood.
Il film, che racconta la vita della cantante cilena Violeta Parra, è stato premiato al Sundance Film Festival.

## Trama
Dal tendone che ha installato a Santiago del Cile, a Violeta Parra fanno visita le persone che hanno influenzato la sua vita. Lei sembra viva, ma forse è morta. Si scopriranno a poco a poco i suoi segreti, le sue paure, le sue frustrazioni e le sue gioie. Non solo scorgendo le sue molteplici opere, ma anche i suoi ricordi, i suoi amori e le sue speranze. I suoi successi restano sospesi in un viaggio appassionante assieme ai personaggi che l'hanno fatta sognare, ridere e piangere.

## Produzione
Il film è basato sull'omonimo libro biografico Violeta Parra è andata in cielo, scritto da Ángel Parra, figlio della famosa artista cilena, edito in Italia da Casini Editore. Lo stesso Ángel Parra ha collaborato alla realizzazione del film,  presentato da Giorgia Marafioti e distribuito da Monkey Creative Studios.
Prima di assumere il ruolo, Gavilán non aveva mai imparato a suonare uno strumento e non cantava da quando era bambina. Ma sotto la guida di Ángel Parra, ha imparato a suonare la chitarra e il cuatro venezuelano - una piccola chitarra con quattro corde di nylon - abbastanza bene per eseguire tutte le canzoni del film.

## Colonna sonora
1. ¿Qué edad tiene?
2. Gavilán (Instrumental)
3. Parabienes
4. Qué pena siente el alma
5. El Palomo
6. Arriba quemando el sol
7. ¿Usted es comunista?
8. Dejo botá mi nación
9. Jardines humanos
10. Canción del angelito
11. Rin del angelito
12. ¿Qué pasa si nos encontramos?
13. El joven Sergio
14. Volver a los 17
15. Eso no se avisa
16. Run run se fue pa'l norte
17. Te fuiste chinito
18. Maldigo del alto cielo
19. La creación
20. El gavilán
21. La vida es más grande
22. Violeta se fue a los cielos

## Distribuzione
La pellicola è uscita nelle sale italiane nel luglio 2013.

## Critica
(The New York Times)
(Jonathan Holland, Variety)
(Los Angeles Times)

## Riconoscimenti
- 2012 - Sundance Film Festival
  - Gran Premio della Giuria: World Cinema Dramatic
- 2012 - Guadalajara Mexican Film Fest
  - Premio Fipresci come miglior film
  - Premio Mayahuel come migliore attrice a Francisca Gavilàn
- 2012 - Lima Latin American Film Festival
  - Menzione speciale come migliore attrice a Francisca Gavilàn
- 2012 - Festival del Cinema Latino Americano a Tolosa
  - Premio del Pubblico come miglior film
- 2012 - Argentinean Film Critics Association Awards
  - Candidatura come miglior film straniero (lingua spagnola)
- 2012 - Premio Ariel
  - Candidatura come miglior film iberoamericano
- 2012 - Miami Film Festival
  - Candidatura al Gran Premio della Giuria sezione concorso ispano americano